# Carmine Saponetti
Carmine Saponetti (né le 12 juin 1913 à Sessa Aurunca et mort le 31 octobre 1990 à Rome) est un ancien coureur cycliste italien, professionnel de 1938 à 1942.
Il a battu trois fois le record du monde des 100 kilomètres.

## Palmarès
- 1934
  - 3e de la Coppa Gino Pennacchi
  - 3e de la Coppa Alfredo Vitali
- 1937
  - 3e du Circuito del Basso Nera
  - 3e de la Coppa Gino Pennacchi
- 1939
  - 4e et 6ea étapes du Tour d'Italie

## Résultats sur les grands tours

### Tour d'Italie
2 participations 
- 1939 : abandon (16e étapes) vainqueur des 4e et 6ea étapes
- 1940 : abandon  (18e)